# Кріогенна обробка металів
Кріогенна обробка металів' — це процес обробки металевих заготовок і готових металевих виробів при наднизьких температурах (нижче −153°С (-243,4 °F)) з метою зняття залишкових напруг і підвищення зносостійкості деталей. Даний вид термічної обробки сприяє збільшенню твердості, зносостійкості та міцності металів в результаті трансформації залишкового аустеніту в мартенситі.
Обладнання для проведення кріогенної обробки називається Кріогенний процесор.

## Приклади
Технологія кріогенної обробки металевих деталей, з метою підвищення їхнього ресурсу, досить широко застосовується за кордоном. Наприклад — стовбур снайперської гвинтівки Remington R11 RSASS виготовлений із застосуванням кріогенної обробки [джерело не вказане 2359 днів].

## Практичні результати
Відомі такі результати:
- збільшення зносостійкості гальмівних дисків на 71-105 %
- збільшення ресурсу модульних фрез із сталі Р6М5 у 2 рази (на 100 %)
- збільшення зносостійкості промислових ножів (зі сталей Х12МФ, Х6Ф1, 9ХС, ХВГ, 50Х14МФ) на 50-100 %
- збільшення абразивної зносостійкості сірого чавуну на 11-73 % (за показником масового зносу)
- збільшення ресурсу валків сортопрокатних та шаропрокатних станів (із сталей Х12ВМФ та 4Х5МФС) на 38-115 %
- збільшення зносостійкості кілець привалкової арматури (сталь 95Х18) на 46 %
- збільшення ресурсу пружин для дисків зчеплення на 125 %.

## Розрахунок приросту зносостійкості після кріогенної обробки
Підвищення зносостійкості залежить від хімічного складу сталі. Формула дозволяє визначити потенційно цікаві з них для кріогенної обробки.
І = 124С+168Mn+181Si+50Cr+27W-92Ni-40Mo-25V
де І — потенціал збільшення зносостійкості у %
С, Mn, Si, Cr, W, Ni, Mo, V — вуглець, марганець, кремній, хром, вольфрам, нікель, молібден, ванадій в %
Практичне застосування формули:
1. Дозволяє визначити максимально можливий приріст за зносостійкістю. Практичне досягнення залежить від умов експлуатації. Наприклад, приріст зносостійкості однієї і тієї ж сталі буде вищим при роботі на різання, ніж при роботі на удар. (На практиці максимуми потенціалів ще не досягалися)
2. Дозволяє порівнювати різні сталі для тих самих умов експлуатації. Наприклад: Потенціал для сталі Р6М5 = 361, для сталі Х12МФ 812, Фактичний приріст зносостійкості для конкретної деталі становив 30 %. Значить для такої ж деталі зі сталі Х12МФ фактичний приріст зносостійкості буде в 2,25 рази вищим і становитиме 67,4 %

## Інтернет-ресурси
- Cryogenics Society of America
- CSA Cryogenic Treatment Database of Research Articles
- 300 Below - Founder of Commercial Cryogenic Industry (Since 1966)
- Understanding how Deep Cryogenics works, and what applications are most effective